# Estensione di anelli
In teoria degli anelli, una branca della matematica, un'estensione di anelli è una coppia di anelli (R, S) in cui uno è contenuto nell'altro, cioè {\displaystyle S\subseteq R}. Tale situazione si indicherà con R/S e si dirà che R è un'estensione di anelli di S..
A partire da un'estensione di anelli R/S e da un sottoinsieme B di R, è possibile costruire il più piccolo sottoanello di R contenente sia S che B: tale anello si indica con S[B]  e si può dimostrare che coincide con l'insieme delle possibili combinazioni di elementi di {\displaystyle S\cup B} mediante le operazioni di anello (somma e prodotto) di R.
Se esiste un insieme finito {\displaystyle B=\{b_{1},\ldots ,b_{n}\}} tale che {\displaystyle R=S[B]} l'estensione R/S si dice finitamente generata.
Particolari tipi di estensioni di anelli sono le estensioni di campi. Si può provare che se R/K è un'estensione di anelli in cui K è un campo ed R=K[A] per qualche insieme A di elementi algebrici su K, allora anche R è un campo, precisamente il campo K(A) che si ottiene aggiungendo gli elementi di A a K, e dunque R/K è un'estensione di campi.